# Landesregierung Sipötz
- SPÖ: 4
- ÖVP: 3

Die Landesregierung Sipötz unter Landeshauptmann Johann Sipötz (SPÖ) bildet die Burgenländische Landesregierung von der Wahl durch den Burgenländischen Landtag in der XV. Gesetzgebungsperiode am 30. Oktober 1987 bis zur Angelobung der Landesregierung Stix I am 18. Juli 1991.
Die Burgenländische Landesregierung setzte sich nach der Landtagswahl 1987 wieder aus sieben Mitglieder zusammen, von denen die Sozialdemokratische Partei Österreichs (SPÖ) vier Vertreter und die Österreichische Volkspartei (ÖVP) drei Mitglieder stellte. Nach dem Rückzug des Langzeit-Landeshauptmanns Theodor Kery (SPÖ) wurde der bisherige Landesrat Johann Sipötz (SPÖ) zum Landeshauptmann gewählt. Für seine Funktion als Landesrat rückte die vormalige Bundesrätin Christa Krammer, erstmals eine Frau, in die Landesregierung nach. Bei der ÖVP wurde Landesrat Johann Karall von dem bisherigen Landtagsabgeordneten Eduard Ehrenhöfler als Landesrat abgelöst. Während der Amtsperiode der Landesregierung Sipötz kam es zu keinen personellen Veränderungen in der Regierungsmannschaft. 

## Regierungsmitglieder
| Amt                            | Name               | Partei | Zuständigkeitsbereiche          |
| ------------------------------ | ------------------ | ------ | ------------------------------- |
| Landeshauptmann                | Johann Sipötz      | SPÖ    |                                 |
| Landeshauptmann-Stellvertreter | Franz Sauerzopf    | ÖVP    |                                 |
| Landesrätin                    | Christa Krammer    | SPÖ    | Kultur, Gesundheit und Soziales |
| Landesrat                      | Josef Schmidt      | SPÖ    |                                 |
| Landesrat                      | Karl Stix          | SPÖ    |                                 |
| Landesrat                      | Eduard Ehrenhöfler | ÖVP    |                                 |
| Landesrat                      | Paul Rittsteuer    | ÖVP    |                                 |